# Пьеза

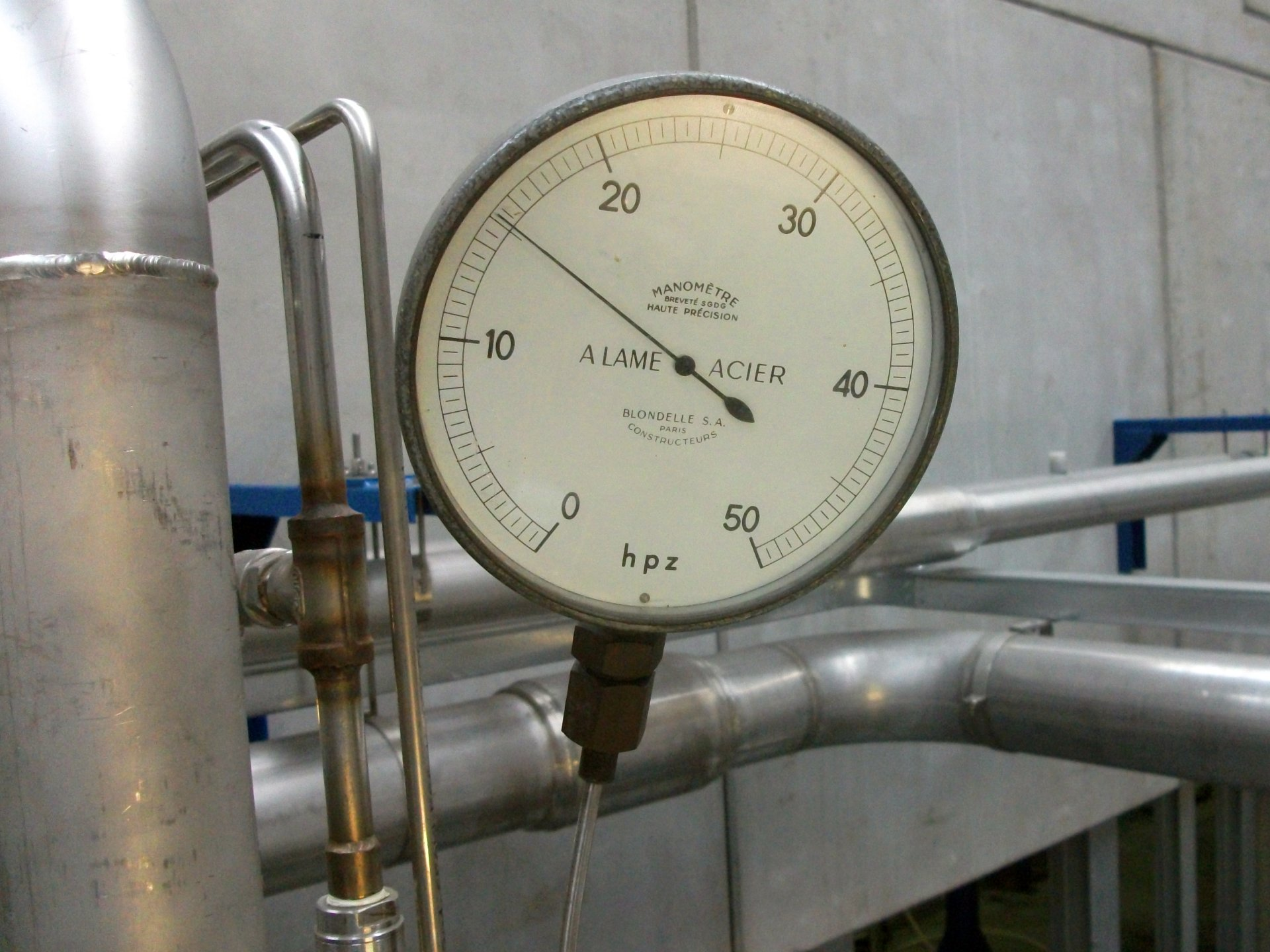
Манометр с градуировкой в гектопьезах

Пье́за (русское обозначение: пз; международное: pz; от др.-греч. πιέζω — давлю) — вышедшая из употребления и исключённая из современных технических стандартов единица измерения давления и механического напряжения в системе МТС. Размерность пьезы в этой системе — {\displaystyle \mathrm {LM^{-1}T^{-2}} }, где {\displaystyle \mathrm {L} }, {\displaystyle \mathrm {M} } и {\displaystyle \mathrm {T} } — символы размерности длины, массы и времени соответственно.
Пьеза равна давлению, создаваемому силой 1 стен, равномерно распределённой по нормальной к ней поверхности площадью 1 м².
1 пз = 1000 Па = 0,0102 кгс/см² = 9,87·10-3 атм = 7,50 мм рт. ст.